# Сербская партия социалистов
Сербская партия социалистов (серб. Српска Партија Социјалиста, хорв. Srpska Partija Socijalista) — политическая партия, действовавшая на территории Республики Сербская Краина, фактически являлась отделением Социалистической партии Сербии Слободана Милошевича. В 1993 году представитель этой партии Милан Мартич выдвинул свою кандидатуру на пост президента Сербской Краины и получил значительную финансовую поддержку от правительства Сербии. Во втором туре выборов в 1994 году он был избран президентом и оставался у власти до падения Сербской Краины в 1995 году.